# Дарбанд
Дарбанд (тадж. Дарбанд) — посёлок городского типа, административный центр Нурабадского района в Таджикистане.

## География
Посёлок расположен у автомобильной дороги международного значения РБ-07 «Вахдат — Рашт — Лахш — граница Кыргызстана», в долине реки Вахш.

## Этимология
Название «Дарбанд» означает «теснина, узкий проход в горах, перевал, ущелье, застава, крепость» (отсюда же и название российского города Дербент) и происходит от перс. دربند‎ — «пояс, цепь, запертые (закрытые) ворота или закрытое ущелье».

## История
Населённый пункт возник после обретения независимости Республикой Таджикистан. Посёлок строился как новый районный центр Дарбандского района (до 1991 г. носил название Комсомолабадский район) в связи с предполагающимся затоплением водохранилищем Рогунской ГЭС бывшего районного центра села Комсомолабад. В 1998 году районный центр Дарбандского района был перенесен из села Комсомолабад в посёлок Дарбанд. К 2009 году в посёлок было переселено 112 семей из зоны затопления, а к 2011 году число переселённых семей составило 265. В связи с этим в народе новый посёлок районного центра нередко именуют «Новый Нурабад» или «Новый Комсомолабад». В посёлке действует местное самоуправление в форме махалля «Шахраки Дарбанд».

## Население
| Год     | 2000 | 2010 | 2013 | 2015 | 2020 | 2021 | 2022 |
| ------- | ---- | ---- | ---- | ---- | ---- | ---- | ---- |
| человек | 1071 | 1208 | 1100 | 1200 | 1300 | 2700 | 2800 |